# Navia navicularis
Navia navicularis är en gräsväxtart som beskrevs av Lyman Bradford Smith och Julian Alfred Steyermark. Navia navicularis ingår i släktet Navia och familjen Bromeliaceae. Inga underarter finns listade i Catalogue of Life.